# Villers-sous-Montrond
Villers-sous-Montrond ist eine ehemalige französische Gemeinde mit 210 Einwohnern (Stand: 1. Januar 2019) im Département Doubs in der Region Bourgogne-Franche-Comté.
Der Erlass vom 22. Dezember 2021 legte mit Wirkung zum 1. Januar 2022 die Eingliederung von Villers-sous-Montrond zusammen mit der früheren Gemeinde Mérey-sous-Montrond zur neuen Commune nouvelle Les Monts-Ronds fest. Die früheren Gemeinden erhielten hierbei nicht den Status von Communes déléguées.

## Geographie
Villers-sous-Montrond liegt auf 470 m über dem Meeresspiegel, etwa elf Kilometer südsüdöstlich der Stadt Besançon (Luftlinie). Das Dorf erstreckt sich im Jura, auf dem ersten Plateau zwischen der Jura-Randkette im Norden und dem Rocher de Punay im Süden.
Die Fläche des 6,33 km² großen Ortsgebiets umfasst einen Abschnitt der Schichtstufenlandschaft des westlichen französischen Juras. Der Hauptteil des Gebietes wird vom Plateau von Villers eingenommen, das durchschnittlich auf 450 m liegt. Es ist überwiegend von Acker- und Wiesland bestanden. Das gesamte Plateau besitzt außer ein paar kurzen Rinnsalen keine oberirdischen Fließgewässer, weil das Niederschlagswasser im verkarsteten Untergrund versickert. Eine Geländestufe von 50 bis 80 Meter Höhe leitet nach Süden zur nächsthöheren Schichtstufe, der Höhe von Malbrans über. Auf dem Kamm des Rocher de Punay (südliche Grenze) wird mit 624 m die höchste Erhebung von Villers-sous-Montrond erreicht. Nach Norden erstreckt sich das Areal der Ortschaft mit einem schmalen Zipfel über das Plateau hinaus bis in das Waldgebiet des Bois l’Essart.
Umgeben wird Villers-sous-Montrond von den Nachbargemeinden und eines weiteren Ortsteils der Commune nouvelle:
| Mérey-sous-Montrond Ortsteil der Commune nouvelle |                                             | Tarcenay-Foucherans |
| Montrond-le-Château                               | Kompassrose, die auf Nachbargemeinden zeigt |                     |
|                                                   | Malbrans                                    |                     |

## Geschichte
Im Mittelalter gehörte Villers zur Herrschaft Montrond. Zusammen mit der Franche-Comté gelangte das Dorf mit dem Frieden von Nimwegen 1678 an Frankreich.

## Sehenswürdigkeiten
Die Dorfkirche Saint-Didier in Villers-sous-Montrond wurde im 18. Jahrhundert an der Stelle eines früheren Gotteshauses erbaut und besitzt eine reiche Innenausstattung (zumeist aus dem 18. Jahrhundert). Im Ortskern sind zahlreiche Bauernhäuser im charakteristischen Stil der Franche-Comté aus dem 17. bis 19. Jahrhundert erhalten.

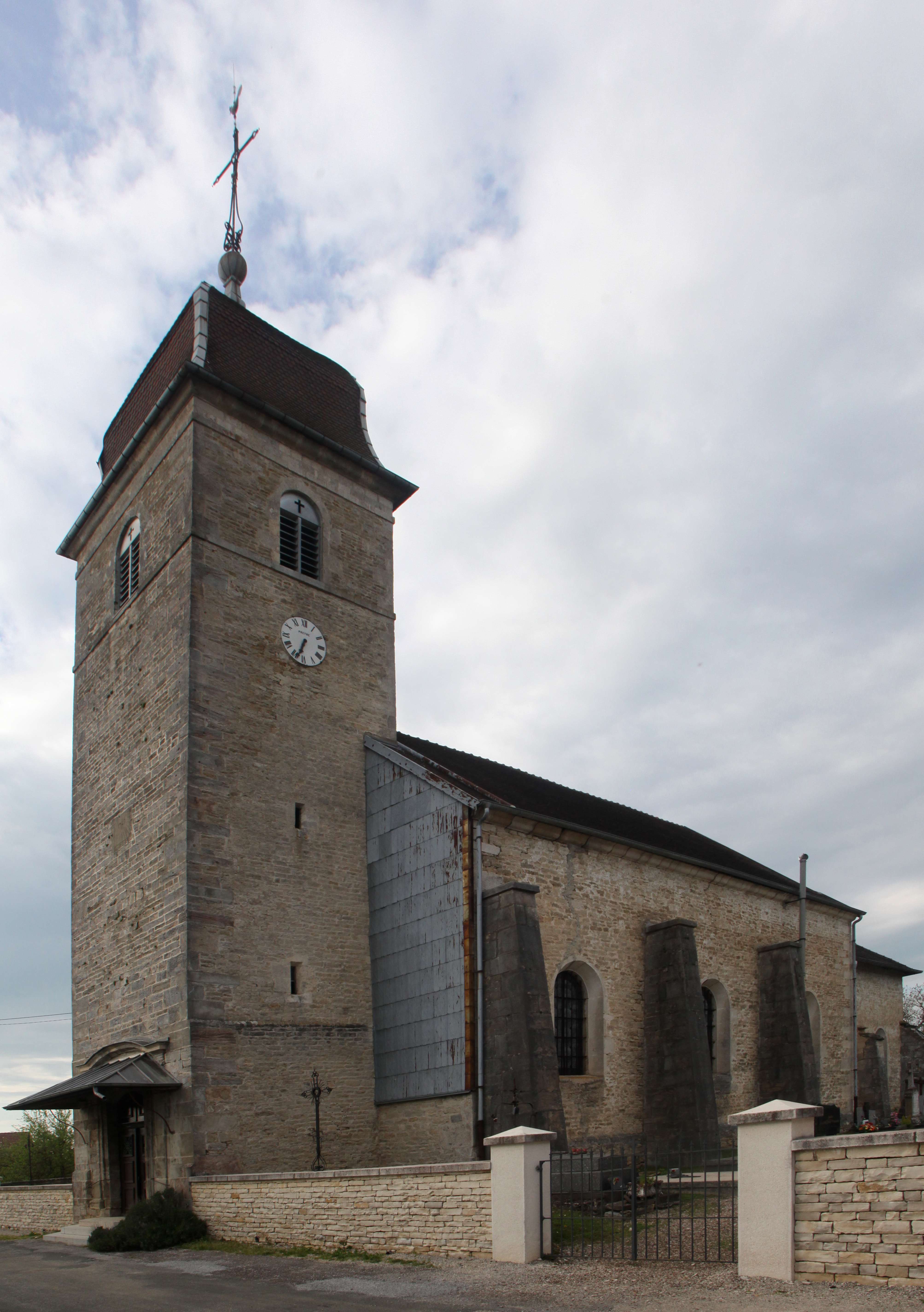
Kirche Saint-Didier
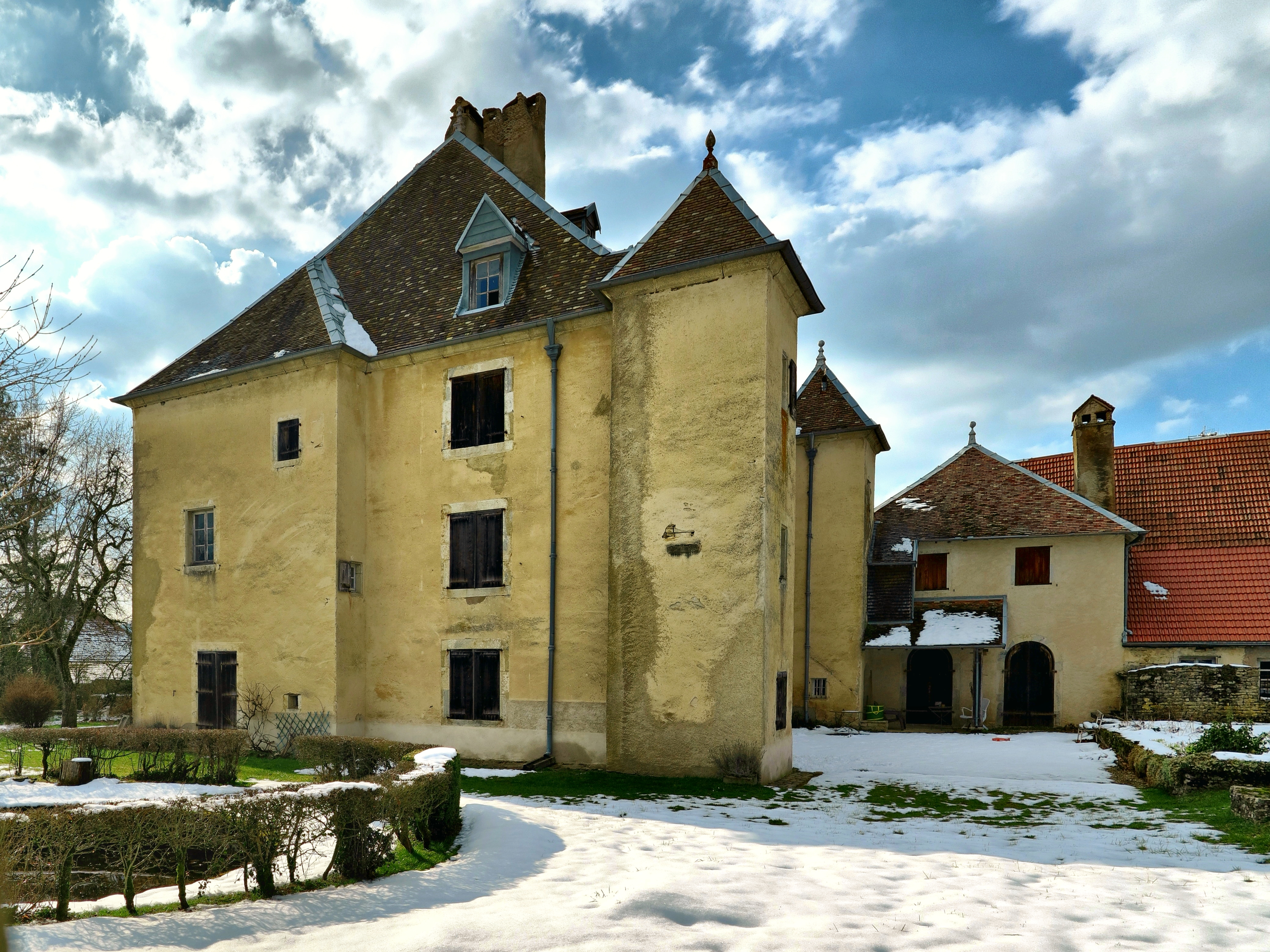
Château
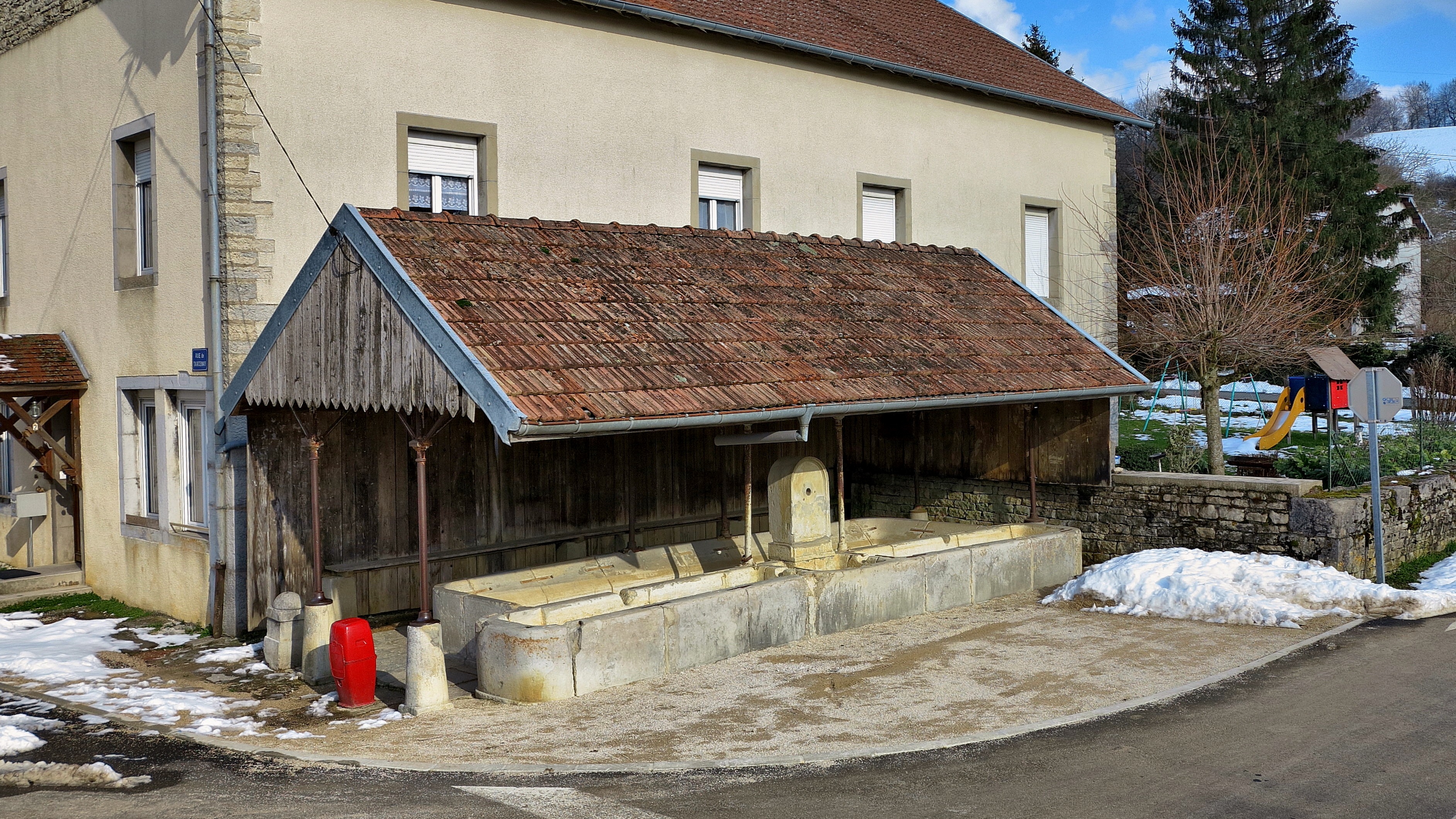
Lavoir, Monument historique

## Bevölkerung
| Jahr                       | 1962 | 1968 | 1975 | 1982 | 1990 | 1999 | 2006 | 2016 |
| Einwohner                  | 95   | 113  | 112  | 139  | 148  | 163  | 159  | 211  |
| Quellen: Cassini und INSEE |      |      |      |      |      |      |      |      |

Nachdem die Einwohnerzahl in der ersten Hälfte des 20. Jahrhunderts deutlich abgenommen hatte (1891 wurden noch 203 Personen gezählt), wurde seit Mitte der 1970er Jahre wieder ein kontinuierliches Bevölkerungswachstum verzeichnet.

## Wirtschaft und Infrastruktur
Villers-sous-Montrond war bis weit ins 20. Jahrhundert hinein ein durch die Landwirtschaft (Ackerbau, Obstbau und Viehzucht) und die Forstwirtschaft geprägtes Dorf. Daneben gibt es heute einige Betriebe des lokalen Kleingewerbes. Mittlerweile hat sich das Dorf auch zu einer Wohngemeinde gewandelt. Viele Erwerbstätige sind Wegpendler, die in den größeren Ortschaften der Umgebung ihrer Arbeit nachgehen.